# Rodnaje słowa
Rodnaje słowa (biał. Роднае слова, pol. Ojczyste słowo) – ilustrowany miesięcznik naukowo-metodyczny Ministerstwa Edukacji Republiki Białorusi.
Czasopismo jest włączone decyzją Wyższej Komisji Atestacyjnej do listy naukowych czasopism Republiki Białoruś. Jego celem jest publikowanie wyników dysertacji w naukach filologicznych, historii sztuki, kulturologii, naukach pedagogicznych (teoria i metodyka nauczania języka białoruskiego i literatury).
W ciągu 25 lat działalności wydano ponad 3 mln egzemplarzy. W połowie lat 1990 miesięcznik miał największy nakład — około 10 tysięcy egzemplarzy.

## Tematyka
Czasopismo prezentuje zagadnienia związane z edukacją w szkolnictwie średnim i wyższym w zakresie literatury, językoznawstwa i kulturoznawstwa. Umieszcza materiały z historii kultury narodowej, o współczesnym procesie literackim, problemach lingwistycznych, międzyjęzykowych związkach oraz odrębności języka białoruskiego.
Na swoich stronach wyświetla ścieżki rozwoju narodowej szkoły, pedagogicznego mistrzostwa, osiągnięcia nauki filologicznej. Główne rozdziały: „Literatura i czas”, „Cechy niepowtarzalne języka”, „Metodyka i doświadczenie”, „Kiedy zakończyła się lekcja”, „Narodowa i światowa kultura”. 

## Nagrody
- 2008 r. – Dyplom laureata IV ogólnopolskiego konkursu mediów drukowanych „Złota Litera” w kategorii „Najlepsze naukowe, naukowo-popularne czasopismo”;
- 2008 r. – Dyplom uczestnika XII Międzynarodowej specjalistycznej wystawy „MEDIÓW na Białorusi”;
- 2008 r. – Dyplom Związku Pisarzy Białorusi;
- 2010 r. – Dyplom uczestnika XIV Międzynarodowej specjalistycznej wystawy „MEDIÓW na Białorusi”;
- 2010 r. – Dyplom laureata VI ogólnopolskiego konkursu mediów drukowanych „Złota Litera” w kategorii „Najlepsze materiały naukowej i naukowo-popularnej tematyce”;
- 2012 r. – Dyplom laureata VIІІ ogólnopolskiego konkursu mediów drukowanych „Złota Litera” w kategorii „Najlepsze materiały naukowej i naukowo-popularnej tematyce”;
- 2013 r. – Dyplom Instytutu dziennikarstwa Białoruskiego uniwersytetu państwowego;
- 2013 r. – Dyplom Ministerstwa kultury Republiki Białoruś;
- 2013 r. – Dyplom Ministerstwa edukacji Republiki Białorusi za udział w XV Republikańskich targach naukowo-dydaktycznej literatury, doświadczenia pedagogicznego i młodzieży uczniowskiej "Ja – obywatel Białorusi"[3][4].

## Redaktorzy
- Michał Szawyrkin (1988–2006)
- Larysa Saganowicz (2006–2007)
- Włodzimierz Kulikowicz (2007–2009)
- Zoja Podlipska (od 2009)